# ジブチ州
ジブチ州（英語: Djibouti Region、アラビア語: إقليم جيبوتي）はジブチの州である。ジブチの首都であるジブチ市が含まれる。
北はタジュラ湾に面しており、ムチャ島、マスカリ諸島もジブチ州に含まれる。

## 気候
ジブチ州の気候はステップ気候である。

## 隣接州
- アルタ州

## 町

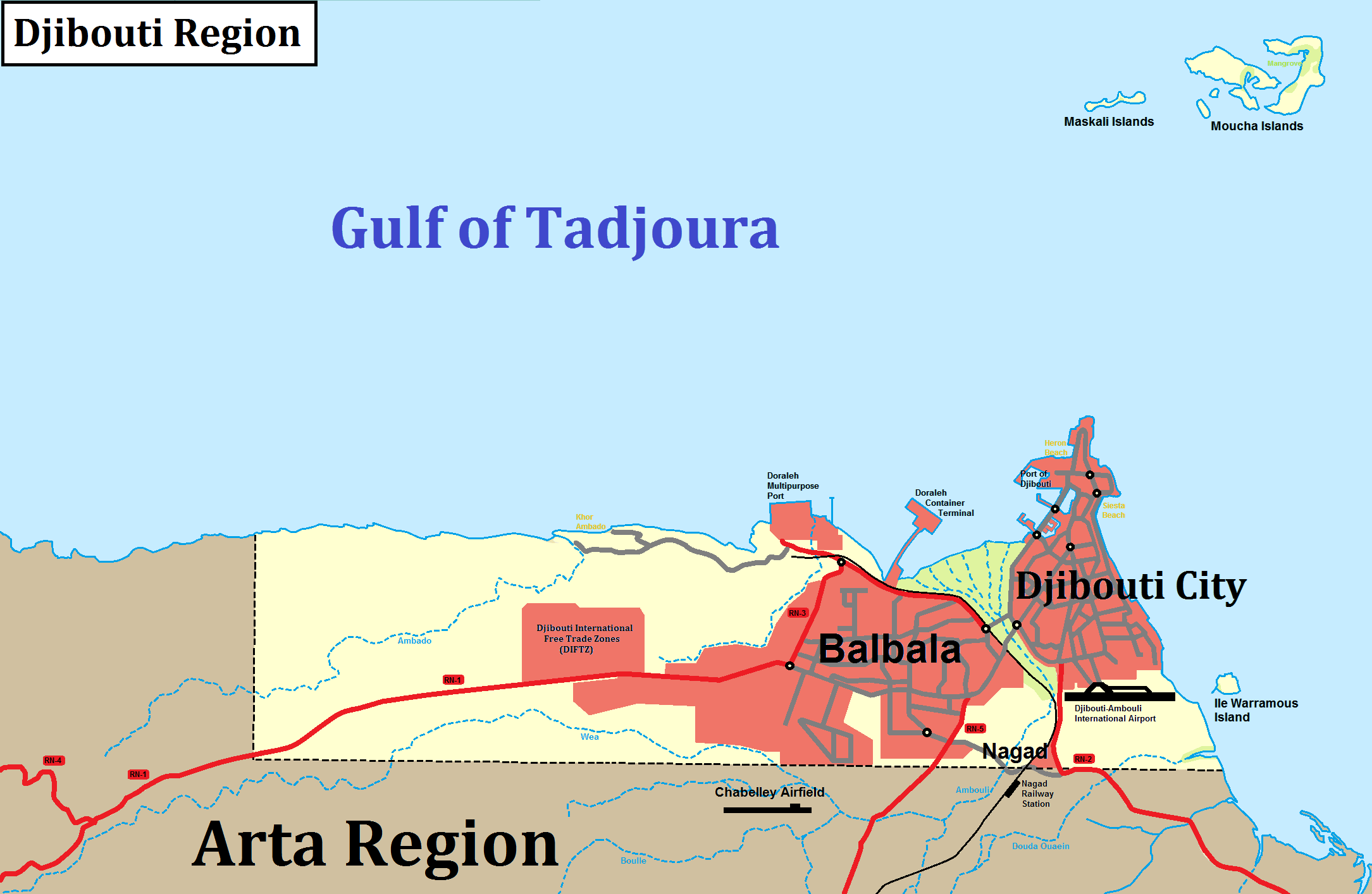
ジブチ州の地図

- ジブチ市
- バルバラ